# Pitivi
Pitivi (раньше писалось PiTiVi) — это многодорожечный нелинейный видеоредактор с открытым исходным кодом, разрабатывается сообществом свободного программного обеспечения при поддержке частной компании Collabora.
Pitivi является программным обеспечением по умолчанию для редактирования видео в среде рабочего стола GNOME. Он распространяется под лицензией GNU Lesser General Public License. Pitivi в настоящее время доступен только для операционных систем Linux и macOS.

## История
Разработка PiTiVi была начата Edward Hervey в 2004 году. Через восемнадцать месяцев кодовая база Pitivi была переписана с C на Python.
«Для любопытствующих приведу интересный факт: при воспроизведении в PiTiVi единственная часть, реализованная на Python’е — это код, отвечающий за… отображение текущей позиции. То же самое при рендеринге. Все остальное полностью обрабатываются GStreamer, его плагинами и GTK+.» (Edward Hervey)
В апреле 2010 года с выпуском Ubuntu 10.04 Lucid Lynx, PiTiVi 0.13.4 стал первым видеоредактором, включённым в состав диска Ubuntu.
В мае 2011 года было объявлено, о выходе PiTiVi из Ubuntu, начиная с выпуска Ubuntu 11.10 Oneiric Ocelot в октябре 2011 года.
Первой версией, использующей GES, была версия 0.91 «Charming Defects», выпущенная в октябре 2013 года. Благодаря новому движку можно было удалить много старого кода, а база кода Pitivi подверглась масштабной реорганизации, очистке и рефакторингу.
С выпуском 0.91 PiTiVi был переименован в Pitivi, без заглавных букв «T» и «V».